# Эпсилон Голубя
Эпсилон Голубя (лат. ε Columbae), HD 36597 — двойная звезда в созвездии Голубя на расстоянии приблизительно 278 световых лет (около 85,3 парсек) от Солнца. Видимая звёздная величина звезды — +3,862m.

## Характеристики
Первый компонент — оранжевый гигант спектрального класса K0, или K1IIIa, или K1II-III. Масса — около 3,671 солнечной, радиус — около 23,506 солнечного, светимость — около 251,207 солнечной. Эффективная температура — около 4661 K.
Второй компонент — красный карлик спектрального класса M. Масса — около 89,7 юпитерианской (0,08563 солнечной). Удалён в среднем на 2,307 а.е..